# ديفيد كروفورد (سياسي)
ديفيد كروفورد (بالإنجليزية: David Crawford)‏ هو سياسي أمريكي، ولد في 1625، وتوفي في 1710.